# Einar Lurås Oftebro
Pour les articles homonymes, voir Oftebro.
Einar Lurås Oftebro, né le 6 août 1998, est un coureur norvégien du combiné nordique.

## Biographie
Oftebro a participé au Festival olympique d'hiver de la jeunesse européenne 2015 et aux Jeux olympiques d'hiver de la jeunesse 2016, où il reçoit une médaille d'argent faisant partie de l'équipe norvégienne mixte de ski nordique terminant deuxième. Il a participé aux trois épreuves des Championnats du monde Juniors 2016, 2017 et 2018, remportant lors de ces derniers Championnats la médaille d’argent dans l’épreuve des 10 kilomètres et la médaille de bronze lors du relais.
Il a fait ses débuts en Coupe continentale en janvier 2016 à Høydalsmo, a intégré le top 30 en décembre 2016 (Klingenthal, 26e), le top 20 en janvier 2017 (Høydalsmo, 20e) et le top 10 en janvier 2018 (Rena, 7e). Il a ensuite fait ses débuts en Coupe du monde en mars 2018 avec une 40e place à Lahti. Dès le début de la saison 2018-2019, il marque ses premiers points dans cette compétition avec une douzième place à Ruka ; il est ensuite neuvième à Lillehammer.
En décembre 2019, il améliore de nouveau sa meilleure performance avec une cinquième place à Ruka.
Il fait partie du club sportif IL Jardar. Il est un frère aîné de Jens Lurås Oftebro.

## Palmarès

### Coupe du monde
- Meilleur classement général : 22e en 2020.
- Meilleur résultat individuel : 5e.

#### Classements en Coupe du monde
| Année     | Classement général final |
| 2018-2019 | 27e                      |
| 2019-2020 | 22e                      |
| 2020-2021 | 27e                      |
| 2021-2022 | 40e                      |
| 2022-2023 | 26e                      |

### Championnats du monde junior
- Médaille de bronze de l'épreuve par équipes en 2018.
- Médaille d'argent de l'épreuve individuelle (10 km) en 2018.